# Viola József (költő)
Viola József (írói álneve: Lovai) (Kispest, 1927. november 18. – 2013. december 28.) magyar költő, író, műfordító, festő.

## Életpályája
1946-ban érettségizett. 1947-ben színházi titkári tanfolyamot végzett. 1949-ben rajztanfolyamot végzett. Egy évvel később a hadseregben riporter és könyvtárosként dolgozott. 1953-1954 között Győrben a Kisfaludy Színház színházi titkárként dolgozott. 1954-1955 között grafikus volt. 1955-1962 között filmhívó, gyártásvezető, fröccsöntő, fúrómunkás, segédmunkás, kiadói korrektor és festő is volt. 1979-1985 között a Kispesti Képző- és Iparművészeti csoport vezetője volt. 1985 óta önálló kiállításokat rendez.
A Magyar Alkotóművészek Országos Egyesülete (MAOE) tagja, valamint a Magyar PEN Clubnak.

## Színházi fordításai
A Színházi Adattárban regisztrált bemutatóinak száma: 3.
- Per Olov Enquist: Ének Phaedráért (1985)
- Johann Nestroy: Szabadság Mucsán (1988)
- Euripidész-Seneca-Racine-Enquist-Graves-Juhász-Pasolini: A Phaedra-stroy (1997)

## Művei
- Pisti nem köszön (ifjúsági regény, 1977)
- Kutyaszorító (vers, 1977)
- 50 éves a Kispesti Nagy Balogh János Képzőművészeti Kör (tanulmány, 1979)
- Állok (vers, 1981)
- Majd gondolj rám is (vers, 1985)
- Akárkivel (vers, 1988)
- Bacchanália (vers, 1997)
- "Élni" (1950-1980) (novellák, 2000)
- Nekem az alma nem kell (bohózat, 2001)
- Gúzs az íróasztalon (kisregény, 2003)
- Válogatott versek 1944-2007 (versek, 2007)
- Töltik az időt. Történet a XX. század közepén; Orpheusz Könyvek, Bp., 2009
- Görögtűzben égő lelkek. A színházi titkár; Fekete Sas, Bp., 2013

## Műfordításai
- Gustav Klimt (tanulmány, 1987)
- H. Biedermann: A mágikus művészetek zseblexikona (1989)
- G. J. Bellinger: Nagy valláskalauz (1993)
- Carl Gustav Jung: Aión (1993)
- Friedrich von Schlegel: A költő szokása
- V. Sládek: Egy puszta, szürke síkon át
- Joseph von Eichendorff: Holdas éj